# Maywood (New Jersey)
Maywood ist eine Stadt im Bergen County, New Jersey, USA. Das U.S. Census Bureau hat bei der Volkszählung 2020 eine Einwohnerzahl von 10.080 ermittelt.

## Geographie
Nach den Angaben des United States Census Bureaus hat die Stadt eine Gesamtfläche von 3,4 km2, wobei keine Wasserflächen miteinberechnet sind.

## Geschichte
Der National Park Service weist für Maywood drei Bauwerke im National Register of Historic Places (NRHP) aus (Stand 29. November 2018), darunter der frühere Bahnhof, das heutige Maywood Station Museum.

## Demographie
Nach der Volkszählung von 2000 gibt es 9523 Menschen, 3710 Haushalte und 2626 Familien in der Stadt. Die Bevölkerungsdichte beträgt 2.828,3 Einwohner pro km2. 84,57 % der Bevölkerung sind Weiße, 2,79 % Afroamerikaner, 0,07 % amerikanische Ureinwohner, 7,16 % Asiaten, 0,01 % pazifische Insulaner, 3,31 % anderer Herkunft und 2,08 % Mischlinge. 11,71 % sind Latinos unterschiedlicher Abstammung.
Von den 3.710 Haushalten haben 29,1 % Kinder unter 18 Jahre. 56,3 % davon sind verheiratete, zusammenlebende Paare, 11,0 % sind alleinerziehende Mütter, 29,2 % sind keine Familien, 24,9 % bestehen aus Singlehaushalten und in 13,3 % Menschen sind älter als 65. Die Durchschnittshaushaltsgröße beträgt 2,56, die Durchschnittsfamiliengröße 3,09.
21,1 % der Bevölkerung sind unter 18 Jahre alt, 6,2 % zwischen 18 und 24, 30,8 % zwischen 25 und 44, 24,4 % zwischen 45 und 64, 17,5 % älter als 65. Das Durchschnittsalter beträgt 40 Jahre. Das Verhältnis Frauen zu Männer beträgt 100:86,9, für Menschen älter als 18 Jahre beträgt das Verhältnis 100:83,5.
Das jährliche Durchschnittseinkommen der Haushalte beträgt 62.113 USD, das Durchschnittseinkommen der Familien 73.419 USD. Männer haben ein Durchschnittseinkommen von 49.566 USD, Frauen 38.193 USD. Der Pro-Kopf-Einkommen der Stadt beträgt 28.117 USD. 3,3 % der Bevölkerung und 2,5 % der Familien leben unterhalb der Armutsgrenze, davon sind 4,6 % Kinder oder Jugendliche jünger als 18 Jahre und 3,3 % der Menschen sind älter als 65.

## Wirtschaft
Maywood ist der Sitz des international tätigen Unternehmens Myron Corporation der Familie Adler mit Dependancen unter anderem in Kanada, Honduras und China sowie mit dem Tochterunternehmen Adler Vertriebs GmbH & Co Werbegeschenke KG mit Filialen unter anderem in Aachen, Saarbrücken und Cardiff.